# Aleuritopteris bicolor
Aleuritopteris bicolor är en kantbräkenväxtart som först beskrevs av William Roxburgh, och fick sitt nu gällande namn av Fraser-jenk. Aleuritopteris bicolor ingår i släktet Aleuritopteris och familjen Pteridaceae. Inga underarter finns listade.